# Fontenoille
Fontenoille ([fɔ̃t(ə)nwal]; Waals: Fontnoile) is een dorp in de Belgische provincie Luxemburg en een deelgemeente van Florenville in het arrondissement Virton.

## Geschiedenis
Fontenoille behoorde tot de gemeente Sainte-Cécile, maar werd in 1896 afgesplitst als zelfstandige gemeente.
Bij de gemeentelijke herindeling van 1977 werd Fontenoille een deelgemeente van Florenville.

## Demografische ontwikkeling
- Bronnen:NIS, Opm:1831 tot en met 1970=volkstellingen

## Bezienswaardigheden
- De Église Saint-Georges[1]

Deelgemeenten: Chassepierre · Florenville · Fontenoille · Lacuisine · Muno · Sainte-Cécile · Villers-devant-Orval

Overige dorpen: Azy · Conques · Laiche · Martué · Lambermont · Le Menil · Watrinsart

Belgische gemeenten · Arrondissement Virton · Luxemburg · Wallonië